# Troféu Super Cap de Ouro
O Trófeu Super Cap de Ouro é um prêmio brasileiro entregue a profissionais que se destacam nos setores artísticos, empresariais e jornalísticos do Brasil. Organizado pelo grupo paulista Jornais de Bairros Associados, foi considerado pela crítica o "Oscar brasileiro".

## Histórico

### 2000[2]
| Categoria    | Vencedor                                |
| ------------ | --------------------------------------- |
| Melhor Atriz | Adriana Lessa - (Terra Nostra)          |
| Melhor Atriz | Ângela Vieira - (Terra Nostra)          |
| Melhor Atriz | Denise Fraga - (Retrato Falado)         |
| Melhor Atriz | Maria Fernanda Cândido - (Terra Nostra) |
| Melhor Ator  | Antônio Fagundes - (Terra Nostra)       |
| Melhor Ator  | Thiago Lacerda - (Terra Nostra)         |

### 2002[3]
| Categoria    | Vencedor                        |
| ------------ | ------------------------------- |
| Melhor Atriz | Débora Falabella - (O Clone)    |
| Melhor Atriz | Solange Couto - (O Clone)       |
| Melhor Atriz | Thaís Fersoza - (O Clone)       |
| Melhor Ator  | Antônio Calloni - (O Clone)     |
| Melhor Autor | Walcyr Carrasco - (A Padroeira) |

### 2003
| Categoria      | Vencedor                                     |
| -------------- | -------------------------------------------- |
| Melhor Atriz   | Bianca Rinaldi - Pequena Travessa            |
| Melhor Atriz   | Daniela Escobar - (A Casa das Sete Mulheres) |
| Melhor Atriz   | Laura Cardoso - (Esperança)                  |
| Melhor Ator    | Fúlvio Stefanini - (Conjunto da Obra)        |
| Melhor Ator    | Tarcísio Filho - (A Casa das Sete Mulheres)  |
| Melhor Diretor | Jayme Monjardim - (A Casa das Sete Mulheres) |

### 2004
| Categoria      | Vencedor                                  |
| -------------- | ----------------------------------------- |
| Melhor Atriz   | Daniela Escobar - (Um Só Coração)         |
| Melhor Atriz   | Júlia Lemmertz - (Celebridade)            |
| Melhor Atriz   | Nívea Maria - (Celebridade)               |
| Melhor Atriz   | Norma Blum - (Celebridade)                |
| Melhor Ator    | Alexandre Borges - (Celebridade)          |
| Melhor Ator    | Dan Stulbach - (Mulheres Apaixonadas)     |
| Melhor Ator    | Gracindo Júnior - (Celebridade)           |
| Melhor Autor   | Walcyr Carrasco - (Chocolate com Pimenta) |
| Melhor Diretor | Jayme Monjardim - (Olga)                  |

### 2005
| Categoria    | Vencedor                             |
| ------------ | ------------------------------------ |
| Melhor Atriz | Adriana Lessa - (Senhora do Destino) |
| Melhor Atriz | Ângela Vieira - (Senhora do Destino) |
| Melhor Atriz | Eva Wilma - (Começar de Novo)        |
| Melhor Atriz | Suzana Vieira - (Senhora do Destino) |
| Melhor Atriz | Tânia Khallil - (Senhora do Destino) |
| Melhor Ator  | André Mattos - (Senhora do Destino)  |
| Melhor Ator  | Dan Stulbach - (Senhora do Destino)  |
| Melhor Ator  | Raul Cortez - (Senhora do Destino)   |

### 2006
| Categoria    | Vencedor                         |
| ------------ | -------------------------------- |
| Melhor Atriz | Bianca Rinaldi - (Prova de Amor) |
| Melhor Atriz | Totia Meirelles - (América)      |
| Melhor Ator  | Rodrigo Faro - (América)         |

### 2008[4]
| Categoria    | Vencedor                             |
| ------------ | ------------------------------------ |
| Melhor Atriz | Christiane Torloni - (Beleza Pura)   |
| Melhor Atriz | Paolla Oliveira - (Ciranda de Pedra) |
| Melhor Ator  | Antônio Fagundes - (Duas Caras)      |
| Melhor Ator  | Lázaro Ramos - (Duas Caras)          |
| Melhor Ator  | Rafael Almeida - (Malhação)          |

### 2009[5]
- Christiane Torloni (novela "Caminho das Índias" e projeto social "Amazônia para sempre")
- Humberto Martins (Caminho das Índias)
- Cadu Paschoal (Caminho das Índias)
- Victor Fasano (projeto social "Amazônia para sempre")
- Thaís Pacholeck (Revelação)
- Mauro Naves
- João Signorelli
- Sidney Magal
- Frank Aguiar
- Agnaldo Rayol
- Wanderlea
- Cadu Paschoal
- Íris Stefanelli
- Faá Morena
- Moacyr Franco

### 2010[6]
- Aparecida Petrowky (Viver a Vida)
- Adriana Birolli - atriz revelação (Viver a Vida)
- Paloma Bernardi - atriz revelação (Viver a Vida)
- Priscila Sol - (Viver a Vida)
- Klara Castanho (Viver a Vida)
- Marcello Airoldi (Viver a Vida)
- Patrícia Naves (Viver a Vida)
- Esther Góes

e outros